# 博吉鎮區 (阿肯色州傑佛遜縣)
博吉鎮區（英語：Bogy Township）是位於美國阿肯色州傑佛遜縣的一個行政鎮區。

## 地方資料
博吉鎮區的面積為136.48平方千米，當中陸地面積為127.47平方千米，而水域面積為9.01平方千米。根據2010年美國人口普查的數據，當地共有人口80人，而人口密度為每平方千米0.59人。